# Gymnopleurus miliaris
Gymnopleurus miliaris là một loài bọ cánh cứng trong họ Bọ hung (Scarabaeidae).